# Autobahn Rongcheng–Wuhai
Die Autobahn Rongcheng–Wuhai oder Rongwu-Autobahn (chinesisch 荣乌高速公路, Pinyin Róngwū gāosù gōnglù, englisch Rongwu Expressway), chin. Abk. G18, ist eine Ost-West-Autobahn in China. Sie führt von der Küstenstadt Rongcheng an der Spitze der Halbinsel Shandong über Tianjin nach Wuhai im Autonomen Gebiet Innere Mongolei. Die Autobahn wird nach Fertigstellung eine Länge von 1820 km erreichen. 